# Форнароли, Чиа
Чиа Форнароли (настоящие имя и фамилия — Лучия Форнароли-Тосканини) (итал. Cia Fornaroli; 16 октября 1888, Милан — 16 августа 1954 , Ривердейл, Нью-Йорк, США) — итальянская артистка балета, балетмейстер
, хореограф и балетный педагог
.

## Биография
Хореографическое образование получила в балетной школе театра «Ла Скала» в Милане, которую окончила в 1910 году. Ученица Энрико Чекетти, известного автора методики обучения искусству танца.
В 1910—1914 годах — солистка балетной труппы театра «Метрополитен-опера» (Нью-Йорк). Гастролировала в различных труппах, в том числе в труппе А. П. Павловой по Южной Америке.
В 1928—1932 годах руководила балетной школе театра «Ла Скала» в Милане.
Вернувшись в Италию в 1934 году, стала ведущей солисткой балета в театре «Ла Скала» и директором Академии танца.
Чиа Форнароли — одна из выдающихся итальянских танцовщиц. Танец её отличался выразительностью, музыкальностью, пластической экспрессивностью. Она придавала классическому танцу более современную форму. Боролась за возрождение итальянского балета. Вместо традиционных выступлений с балеринами, исполнявшими партии мужчин, выступала только с танцовщиками. В 1934 году ставила балетные спектакли в Сан-Ремо.
Ч. Форнароли была одним из первых европейских балетмейстеров, ставивших балеты на симфоническую музыку («Весы» на музыку Вивальди и др.). Была первой исполнительницей заглавной роли в балете «История Пьеро» Косты.
Снялась в около 10 кинофильмах.
Была замужем за Вальтером Тосканини, сыном известного дирижёра Артуро Тосканини.
Подвергалась преследованиям за антифашистские убеждения и в 1940 году эмигрировала в США, где преподавала в «Балле тиэтр». В 1941—1950 годах руководила собственной балетной школой в Нью-Йорке. Среди её учениц — H. Поли, А. Радиче, Т. Леньяни и др.
Скончалась на вилле Тосканини в Ривердейле близ Нью-Йорка после продолжительной болезни, сделавшей её неподвижной на два года.